# Pernilla Forsman
Pernilla Forsman är en svensk designer och modeskapare. 1994 tilldelades hon priset Guldknappen av tidskriften Damernas värld.
Guldknappenjuryns motivering detta år lydde: Hon är nyskapande och idérik med en självständig design. Med känsla för material och vad som ligger i tiden lyckas hon träffa rätt utan att ge avkall på sin personliga stil. Hennes klädfilosofi bygger på geniala lösningar där varje plagg i kollektionen kan leva sitt eget liv och utvecklas tillsammans med bärarinnan. Därför får Pernilla Forsman årets Guldknapp.
Senare jobbade hon som designer på företaget Polarn O. Pyret.